# Dmitri Demiashkin

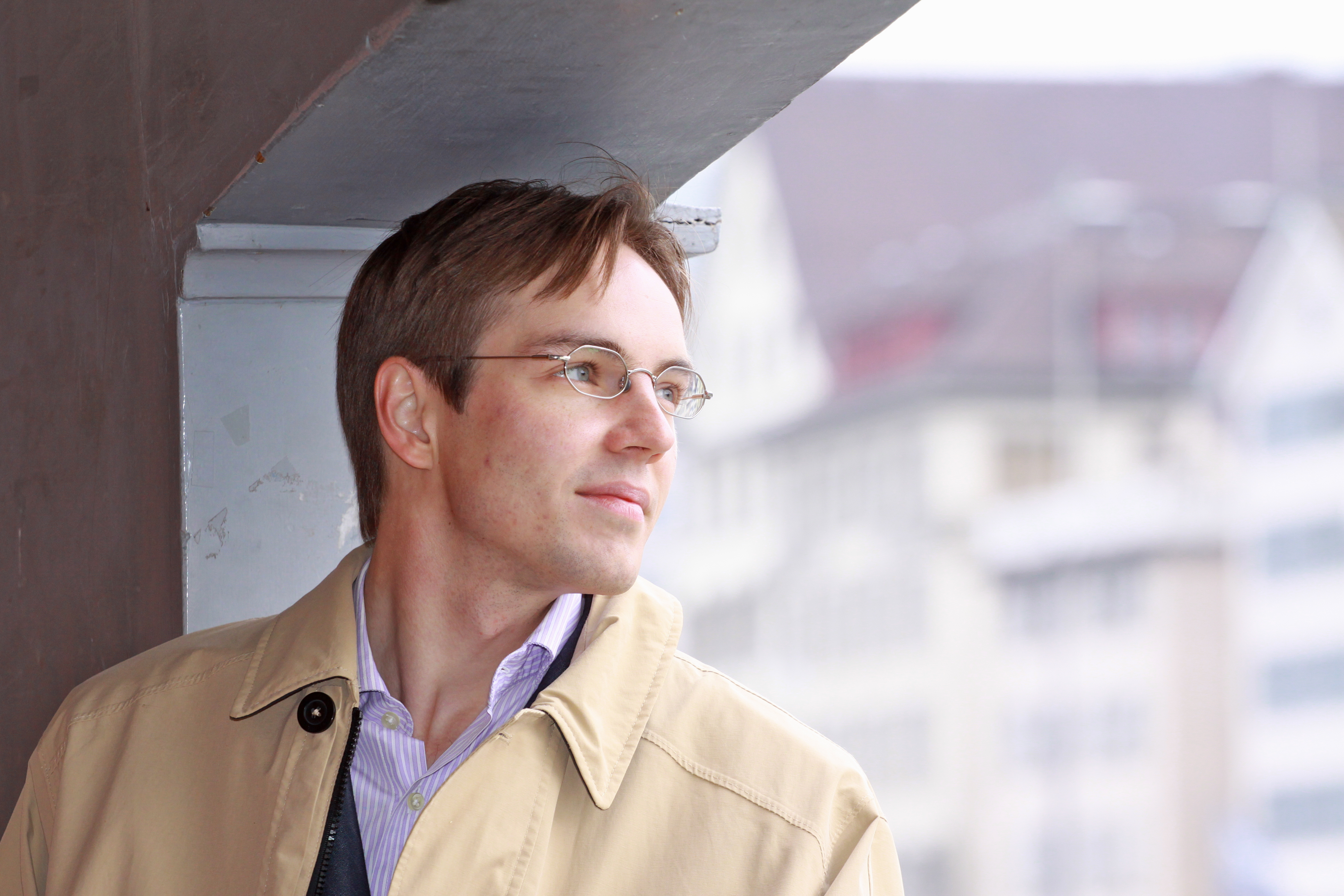
Dmitri Demiashkin (2010)

Dmitri Demiashkin (russisch Дмитрий Демяшкин; * 1982 in Saransk, Sowjetunion) ist ein russischer Pianist mit Schweizer Staatsbürgerschaft. Seit 1999 lebt er in Winterthur, Schweiz.

## Leben
Demiashkin ist von mordwinischer Abstammung. Er begann seine Klavierausbildung im Alter von sieben Jahren in Kasan bei W. Spiridonowa. Zwei Jahre später zog Demiashkins neue Klavierlehrerin K. A. Schaschkina nach Moskau. Demiashkin folgte ihr mit seiner Familie und setzte seine Studien ab 1991 an der Zentralen Musikschule Moskau fort.
Während seiner frühen Jugendjahre nahm Demiashkin erstmals an den Margess-International-Meisterkursen (heute Astona international summer music academy) in der Schweiz teil und wurde vom Organisator zwei weitere Male mit einem vollen Stipendium eingeladen.
1999 zog Dmitri Demiashkin mit einem Stipendium der Stiftung Lyra in die Schweiz, um an der Zürcher Hochschule der Künste bei Konstantin Scherbakov und  Homero Francesch zu studieren, während er gleichzeitig in Moskau bei T. L. Koloss, (Verdiente Künstlerin Russlands) weiter studierte. Demiashkin nahm auch an mehreren Meisterkursen in Frankreich und Deutschland teil, unter russischen Meistern wie  Lew Naumow, Alexei Ljubimow, Elisso Wirsaladse, Dmitri Baschkirow und Vladimir Viardo.
Demiashkin schloss seine Studien an der Zürcher Hochschule der Künste mit einem Konzertdiplom mit Auszeichnung (2005) und dem Solistendiplom (2007) ab. Von 2008 bis 2010 war er zudem Assistent von Homero Francesch an der Zürcher Hochschule der Künste.
Demiashkin spielte weltweit als Solist mit den Orchestern Tonhalle-Orchester Zürich, der Camerata Zürich, dem Beethoven Orchester Bonn, dem Orchestre Philharmonique de Liège, den Prager Symphonikern, den  Sankt Petersburger Philharmonikern, dem San Diego Symphonie-Orchester und dem Tschaikowsky Symphonie Orchester Moskau.

## Wettbewerbspreise
- Erster Preis am Internationalen Virtuosi per musica di pianoforte in Ústí nad Labem, Tschechische Republik (1993)[4]
- Erster Preis beim Internationalen Fernsehwettbewerb Bravo-Bravissimo in Cremona, Italien (1994)
- Erster Preis beim Internationalen Wettbewerb der finno-ugrischen Völker in Votkinsk, Russland (1994)
- Erster Preis beim Internationalen Wettbewerb Concertino Praga, Tschechische Republik (1997)[5]
- Erster Preis am Festival der Klaviermusik in Belarus (1998)
- Erster Preis beim Seventh Rencontres Musicales de la Venoge, Lausanne, Schweiz (2001)
- Erster Preis und Spezialpreis für die beste Aufführung einer Tschaikowski-Komposition bei der Third International Russian Music Piano Competition in San José, Kalifornien, USA (2002)[6]
- Zweiter Preis  beim Casagrande Wettbewerb, Terni, Italien (Erster Preis für die beste Finalrunde) (2006)
- Dritter Preis bei der International Beethoven Competition, Bonn, Deutschland (2007)[7]

## Stipendien und Auszeichnungen
- Stipendiat des New Names charity-Programms (1992–1997)
- Aufnahme ins Goldene Buch der UNESCO-Stiftung New names of the planet: the XX century to the XXI century (1996)
- Stipendiat der Republik Mordwinien von Russland (1996–2006)
- Stipendiat der Vladimir Spivakov International Charity Foundation (1997–2000)
- Verleihung der Dancing Angel-Statuette der European Union of Music Competitions for Youth (EMCY) (1998)
- Stipendiat der Stiftung Lyra (1999–2006)
- Verleihung des Titels Verdienter Künstler der Republik Mordwinien (2007)
- Verleihung des Titels Steinway Artist durch Steinway & Sons Hamburg (2012)[8]

## Diskografie
- 2004: Rückkehr zum Ursprung, (russisch возвращение к истокам, in Moskau, Russland)
- 2005: Bravo-bravissimo, DVD veröffentlicht in Saransk, Russland
- 2007: Junge Stars der Klassik, GEMA LC01795
- 2012: Piano Works – The immortal beloved, Spielmann Classics, SP2012